# Peperomia lewisii
Peperomia lewisii är en pepparväxtart som beskrevs av George Richardson Proctor. Peperomia lewisii ingår i släktet peperomior, och familjen pepparväxter. Inga underarter finns listade i Catalogue of Life.